# EVA Air
EVA Air (chinesisch 長榮航空, Pinyin Chángróng Hángkōng) ist eine taiwanische Fluggesellschaft mit Sitz in Taipeh und Basis auf dem Flughafen Taiwan Taoyuan. Sie ist Mitglied der Luftfahrtallianz Star Alliance.

## Geschichte

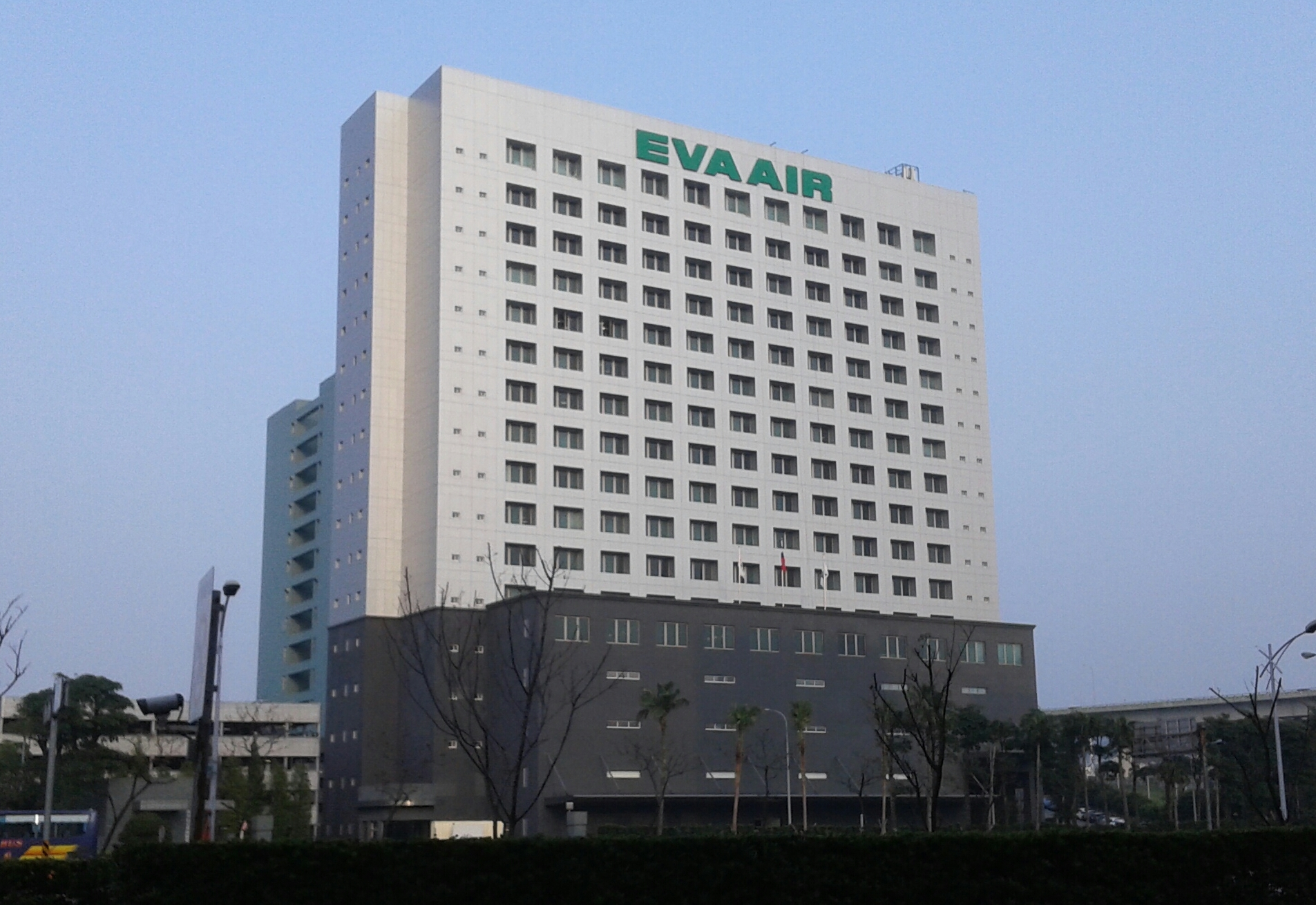
Der Hauptsitz der EVA Air in Luzhu, Taoyuan

EVA Air wurde im März 1989 als Tochtergesellschaft der Evergreen Marine, Taiwan, gegründet. Diese erst 1968 gegründete Schifffahrtsgesellschaft expandierte sehr stark und ist heute eine der zehn größten Containerschiffsreedereien der Welt. EVA Air bestellte von 1989 bis 1991 insgesamt 26 neue Großraum-Flugzeuge: zehn Boeing 747-400, vier Boeing 767-200, vier Boeing 767-300ER, sowie acht McDonnell Douglas MD-11 im Gesamtauftragswert von 3,6 Milliarden US-Dollar zur Lieferung 1991 bis 1996.
Am 1. Juli 1992 nahm EVA Air mit zwei Boeing 767-300ER den Flugbetrieb auf. Im Jahr 1992 wurden die beiden ersten Jumbo-Jets in Betrieb genommen. 1995 war EVA Air die erste Airline, die den Typ Boeing 767 auch auf der Transpazifikroute einsetzte. Am 1. Juli 1998 wurde die Tochtergesellschaft Uni Air gegründet. Sie entstand aus drei taiwanischen Regional- und Inlandsfluggesellschaften und betreibt die taiwanischen Inlandsflüge von EVA Air sowie Flüge von Taiwan in die Volksrepublik China.

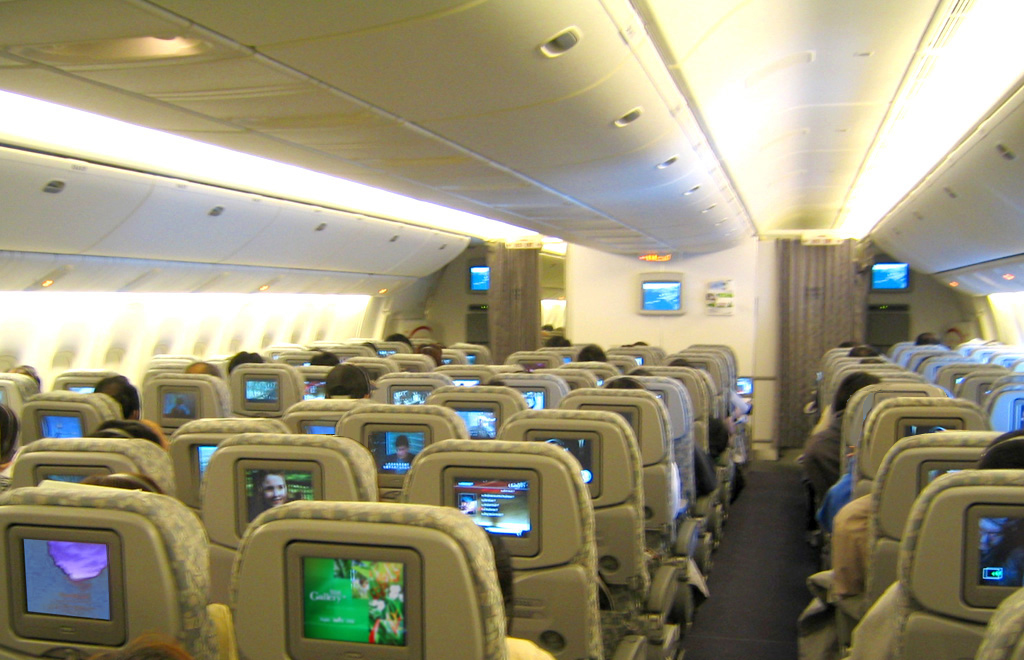
Economy-Klasse an Bord einer Boeing 777-300ER der EVA Air

Im Juni 2000 bestellte EVA Air als Erstkunde bei Boeing drei 777-200LR. Außerdem wurden noch vier Boeing 777-300ER geordert und weitere acht Optionen aufgenommen. Im Januar 2001 wurden die ersten zwei Airbus A330-200 bestellt, zugleich wurde bei der Auftragsvergabe ein Modell des Airbus A330 vorgestellt, mit dem das neue Farbdesign der EVA Air für die Flugzeuge präsentiert wurde. Die untere Rumpfhälfte der Flugzeuge ist jetzt grün statt weiß lackiert. Im Juni 2003 wurde die erste A330-200 ausgeliefert, weitere zehn folgen bis 2006. Am 19. Juli 2004 wurden die Optionen für acht Boeing 777-300ER in Festbestellungen umgewandelt. Im November 2004 bestellte die Airline den elften Airbus A330-200.
Ein Schwerpunkt der EVA Air ist der Luftfrachtdienst, im Jahr 2008 wurden 681.289 Tonnen Fracht befördert. Ab 2017 wurden die acht Boeing 747-400F-Frachtflugzeuge durch fünf Boeing 777F ersetzt. Genauso wurden 2017, nach einem letzten „Cabin Upgrading“ 2007, die 747-Passagiermaschinen ausgemustert.
Seit 1999 wird die Airline an der Börse gehandelt und befindet sich seit dem Jahr 2001 im TAIEX.
EVA Air gehört zur Evergreen Group, einem der größten Konzerne Taiwans und bekanntesten Asiens. Der Konzern kooperiert mit zahlreichen Unternehmen und baute mit der Sparte Evergreen Aviation Technologies in Zusammenarbeit mit Boeing den 747LCF Dreamlifter. Außerdem gibt es in Taiwan mehrere Evergreen Hotels der gehobenen Klasse.
Laut einer Pressemitteilung hatte EVA Air Anfang 2011 den Beitritt zur Luftfahrtallianz Star Alliance beantragt. Am 18. Juni 2013 trat EVA Air der Star Alliance schließlich bei.
Laut Skytrax gehört sie neben All Nippon Airways, Asiana Airlines, Cathay Pacific, Garuda Indonesia, Hainan Airlines, Japan Airlines, Korean Air, Qatar Airways und Singapore Airlines zu den zehn 5-Sterne-Fluggesellschaften der Welt (Stand Juni 2022).

## Flugziele

Flugziele von EVA Air (Stand: März 2016):

EVA Air fliegt von Taoyuan Ziele im ganzen asiatischen Raum sowie in Ozeanien, Nordamerika und Europa an. Im deutschsprachigen Raum werden Wien und seit dem 1. November 2022 München bedient.
Es bestehen zudem Codeshare- (Passagier) sowie Blockspaceabkommen (Fracht) mit folgenden Fluggesellschaften:
PassagierAir China, All Nippon Airways, Asiana Airlines, Bangkok Airways, Hong Kong Airlines, Lufthansa, Shandong Airlines, Shenzhen Airlines, Singapore Airlines, Uni Air, United Airlines
FrachtAir Canada, Austrian Airlines, British Airways World Cargo, Lufthansa Cargo

## Flotte

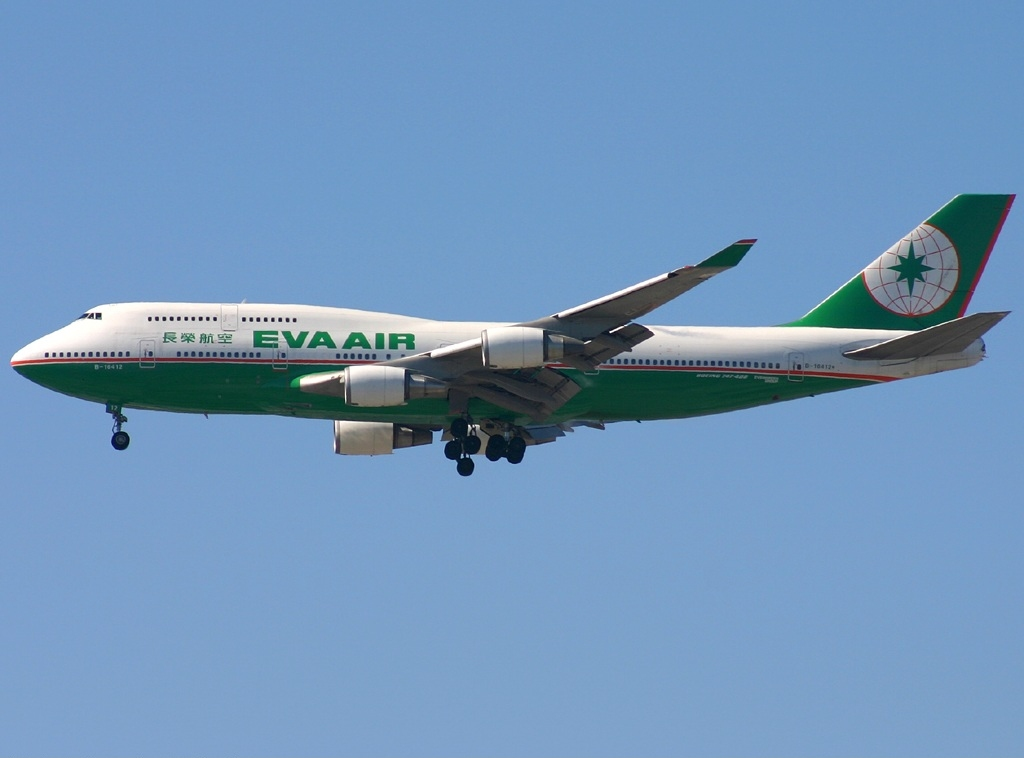
Boeing 747-400 der EVA Air

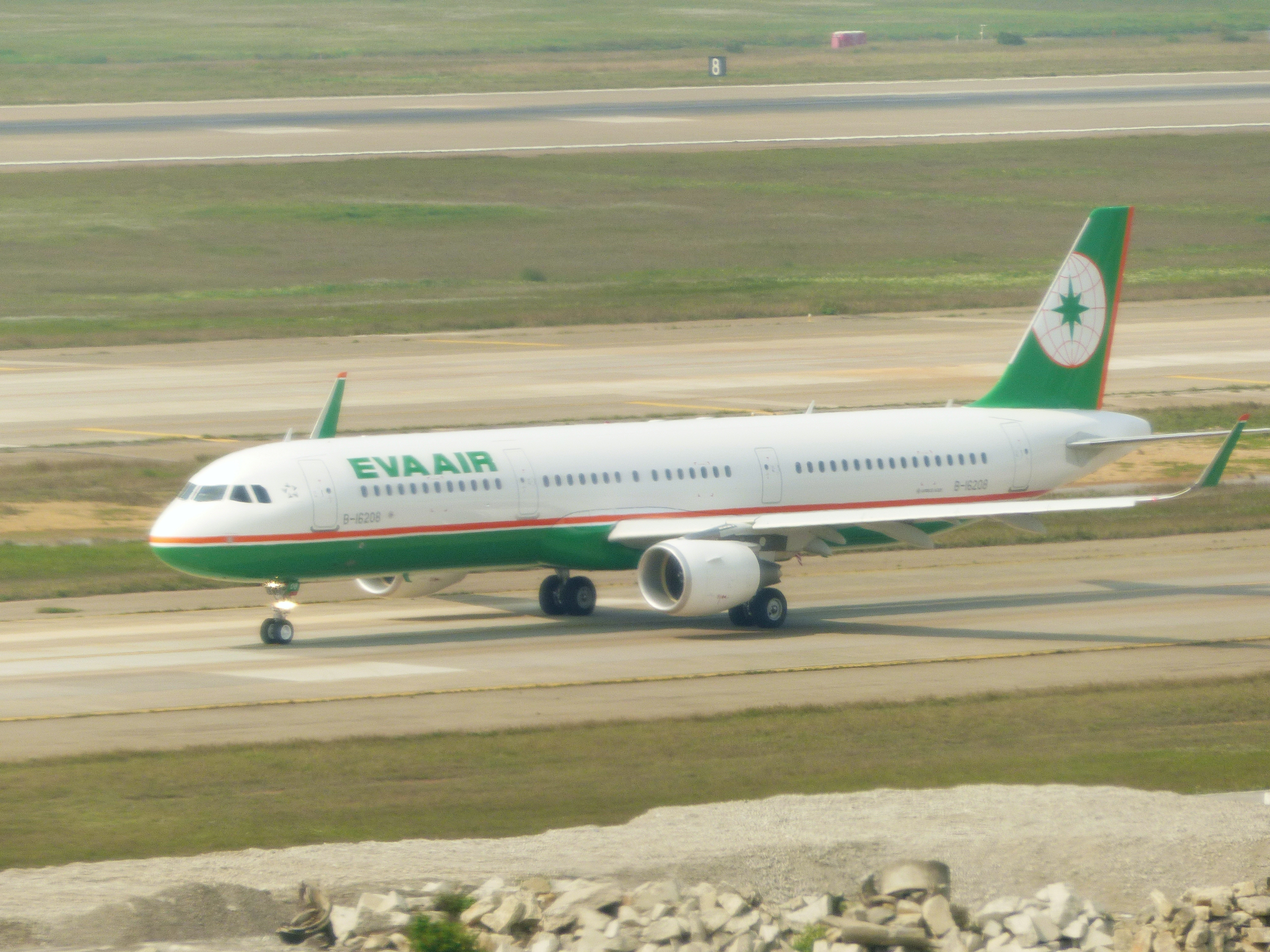
Airbus A321-200 der EVA Air auf dem Flughafen Taiwan Taoyuan

### Übersicht
Mit Stand März 2025 besteht die Flotte der EVA Air aus 85 Flugzeugen mit einem Durchschnittsalter von 9,0 Jahren:
| Flugzeugtyp        | Anzahl | bestellt | Anmerkungen                                                    | Sitzplätze (Business/Eco+/Eco)  | Durchschnittsalter |
| ------------------ | ------ | -------- | -------------------------------------------------------------- | ------------------------------- | ------------------ |
| Airbus A321-200    | 17     |          | einer inaktiv; mit Sharklets ausgestattet                      | 184 (8/-/176)                   | 9,7 Jahre          |
| Airbus A321neo     |        | 18       | Auslieferung vsl. ab 2029                                      | – offen –                       |                    |
| Airbus A330-300    | 09     |          | einer inaktiv                                                  | 309 (30/-/279)                  | 10,0 Jahre         |
| Airbus A350-1000   |        | 24       | Auslieferung vsl. ab Q1 2027                                   | – offen –                       |                    |
| Boeing 777-300ER   | 33     |          | eine inaktiv                                                   | 313 (38/63/212) 333 (39/56/238) | 11,8 Jahre         |
| Boeing 777-300ERSF |        | 03       | Umbau von 3 Boeing 777-300ER aus Eigenbeständen                | Cargo                           | 11,8 Jahre         |
| Boeing 777F        | 09     | 0        |                                                                | Cargo                           | 4,9 Jahre          |
| Boeing 787-9       | 05     | 08       | Umrüstung auf 3 Klassen-Bestuhlung mit Premium Economy ab 2024 | 304 (26/-/278) 278 (26/28/224)  | 5,0 Jahre          |
| Boeing 787-10      | 12     | 05       |                                                                | 342 (34/-/308)                  | 4,2 Jahre          |
| Gesamt             | 85     | 58       |                                                                |                                 | 9,0 Jahre          |

### Ehemalige Flugzeugtypen
- Airbus A330-200
- ATR 72-600
- Boeing 747-400/F
- Boeing 757-200
- Boeing 767-200
- Boeing 767-300ER
- McDonnell Douglas MD-11F
- McDonnell Douglas MD-90-30

### Hello Kitty Flugzeuge

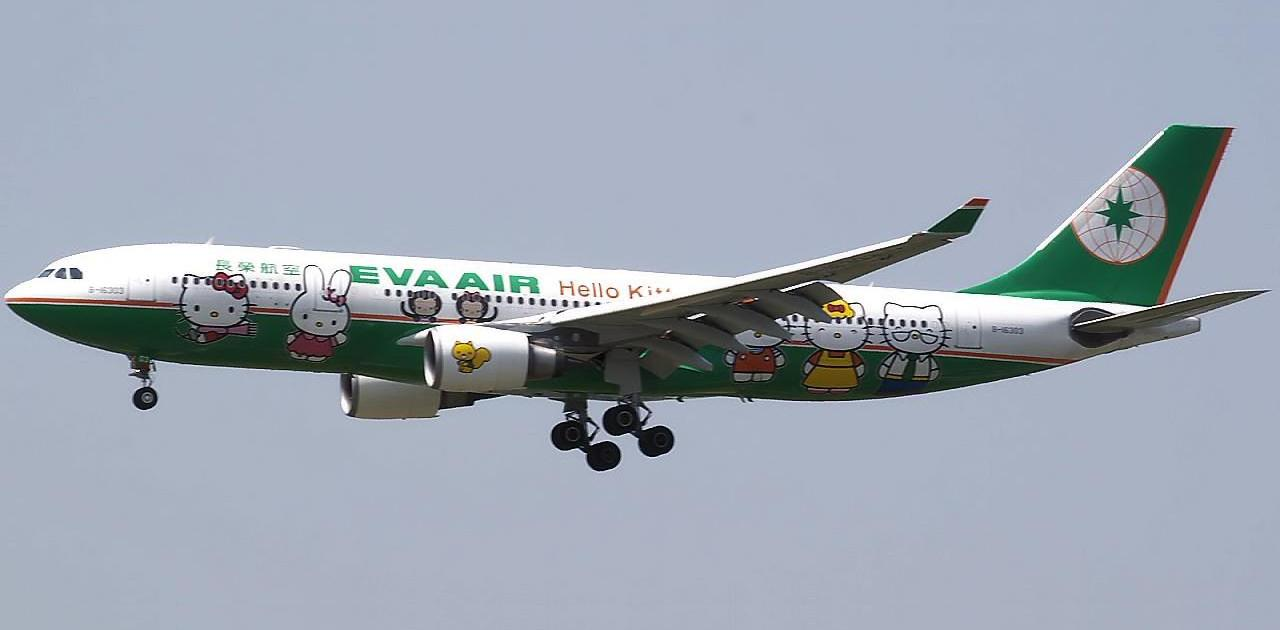
Erste Hello Kitty A330-200 (2005–2009)

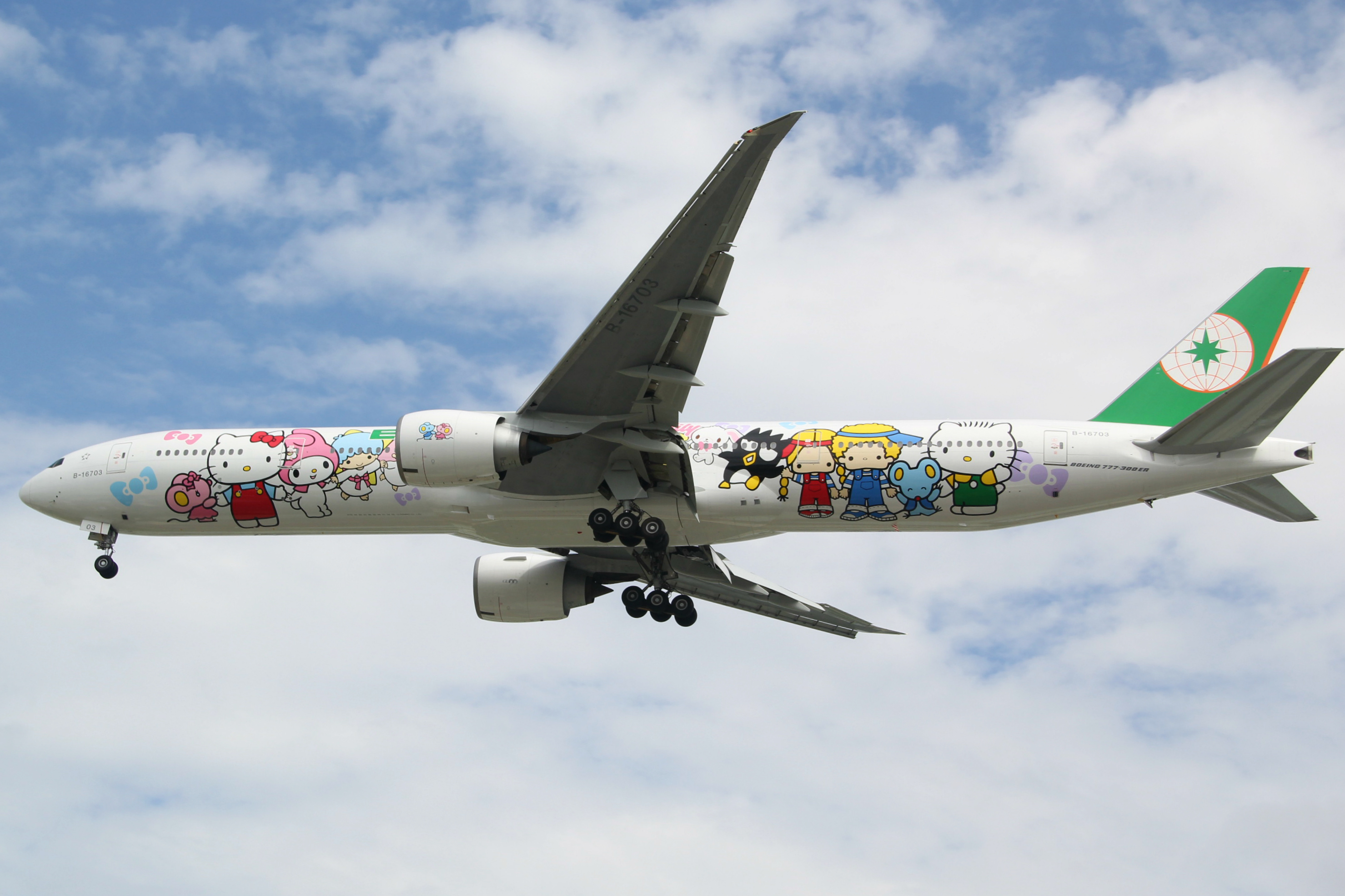
Hello Kitty Sanrio Family Hand in Hand-Lackierung auf einer Boeing 777-300ER

Von 2005 bis 2009 flog ein Airbus A330-200 der EVA Air als Hello Kitty Jet. Dabei war das Flugzeug außen mit „Hello Kitty“-Motiven lackiert. Die Flugkarten und Gepäckanhänger sowie verschiedene Werbematerialien waren in passendem Design gehalten. Das Flugzeug verkehrte hauptsächlich zwischen Taiwan und China. 2012 wurde die Idee wieder aufgenommen und drei neue Airbus A330-300 in drei verschiedenen „Hello Kitty“-Themen gestaltet: Hello Kitty – With Magic Stars (interne Bezeichnung Magic Jet), Hello Kitty – Loves Apples (Apple Jet) und Hello Kitty – Around the World (Global Jet). Dafür wurden über 100 Gegenstände im „Hello Kitty“-Design gestaltet, ein Teil davon spezifisch für jedes Flugzeug. Die Flugbegleiter tragen an das jeweilige Flugzeug-Thema angepasste Uniformen. Auf dem Speiseplan stehen passende Nachspeisen oder auch ganze Menüs.
Um der Nachfrage zu entsprechen, wurden 2012 zwei A330-200 bei anstehenden Überholungen ebenfalls entsprechend umgestaltet: Hello Kitty – Happy Music (Music Jet) und Hello Kitty – Speed Puff (Speed Jet). 2013 wurde eine 777-300ER als Hello Kitty – Sanrio Family Hand in Hand (Family Jet) umgerüstet. Hier werden auch andere Figuren von Sanrio mit einbezogen.